# Wang Zhiming

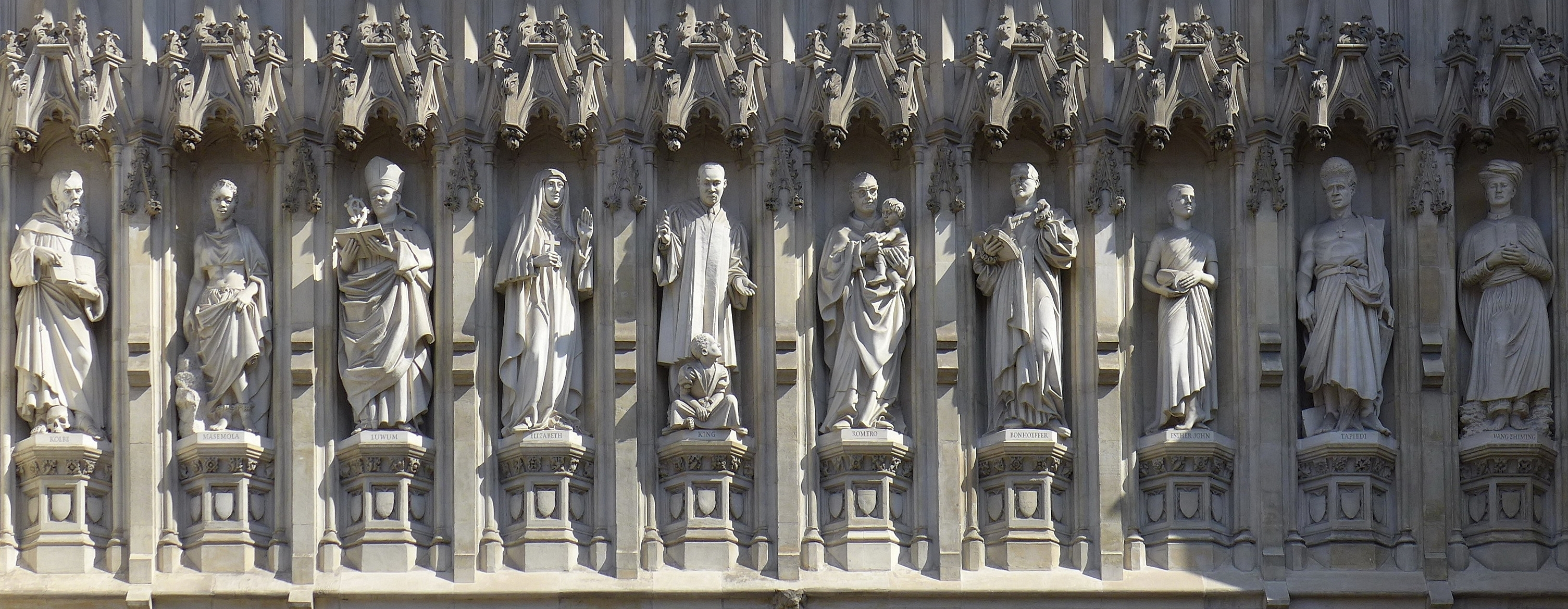
Wang Zhiming als einer der Märtyrer des 20. Jhs. an der Westfassade der Westminster Abbey (äußerst rechts)

Wang Zhiming (* Changchong (Changchondian)/Yunnan 1907 oder 1908; † 29. Dezember 1973) war ein chinesischer Pfarrer protestantischer Konfession aus Wuding in Yunnan, der in der Kulturrevolution (1966–76) als Märtyrer ums Leben kam. In der westlichen Welt bekannt wurde er dadurch, dass er 1998 als einer der zehn Märtyrer des 20. Jhs. neben Maximilian Kolbe, Martin Luther King, Dietrich Bonhoeffer, Óscar Romero u. a. über dem Westportal von Westminster Abbey abgebildet wurde. 

## Leben

### Herkunft
Wang Zhiming kam als Angehöriger der Miao-Minderheit im Bezirk Wuding der südchinesischen Provinz Yunnan zur Welt; Wuding liegt nördlich der Provinzhauptstadt Kunming, wo in der Nähe der heutigen Nachbarstaaten Myanmar-Burma, Thailand, Laos und Vietnam im Süden und Südwesten zahlreiche sprachliche und ethnische Minderheiten, sog. Bergvölker, in teilweise schwer zugänglichen Berg- und Dschungelregionen vorwiegend vom Trockenreisanbau leben. Hier hatte seit 1906 der britische Methodisten-Missionar Sam Pollard im Rahmen der China Inland Mission ein Schriftsystem für die Miao-Sprache entwickelt; der australische Mediziner Arthur G. Nicholls unterstützte ihn, der britische Missionar und Sprachforscher George E. Metcalf übersetzte in diesem Schriftsystem die Bibel in den Dialekt einiger Bergvölker (Miao/Hmong, Lisu), ebenso wie der australische Missionar Gladstone Porteous, der sie in die Sprache der Yi übertrug. Die linguistischen und missionarischen Bemühungen der angelsächsischen Missionare unter den großteils animistischen und nur oberflächlich sinisierten Bergvölkern Südostasiens waren so erfolgreich, dass 1944, bei Porteous’ Tod, bereits 20.000 Miao und Yi protestantische Christen waren, 1949 bereits 130.000, d. h. insgesamt 20 % der Christen in China.

### Ausbildung und Werdegang
Wang Zhiming besuchte die Missionsschule und war anschließend zehn Jahre lang an einer anderen als Lehrer tätig. 1944 als Nachfolger des scheidenden Nicholls zum Vorsitzenden des Kirchenrats von Wuding gewählt, wurde er nach dem Besuch des Seminars in Kunming 1951 im Alter von 44 Jahren zum Pfarrer geweiht. In den 1950er Jahren war Wang einer der sechs christlichen Miao-Führer, die nach einer kommunistischen Schulung und einem Besuch bei Mao Zedong in Peking die Anforderungen der neuen kommunistischen Führung im protestantisch-kirchlichen Bereich, das sog. „Drei-Selbst-Manifest“ unterzeichneten: das Prinzip der Selbstverwaltung, der Selbsterhaltung (keine finanzielle Hilfe aus dem Ausland) und der Selbstmissionierung (keine ausländischen Missionare). Allerdings verweigert Wang schon vor der Kulturrevolution seine Teilnahme an öffentlichen Herabwürdigungen von Grundbesitzern, was ihm den Ruf eines Konterrevolutionärs eintrug.

### Kulturrevolution, Hinrichtung
Während der Kulturrevolution (1966–76) wurden die christlichen Miao-Anführer in Wuding verhaftet und in Lager verschickt, wo man sie schlug und folterte. Auch Wang wurde 1969 gemeinsam mit seinem Sohn und seiner Frau in Gewahrsam genommen; ein ehemaliger Pastor, der Ältere Long, der sich zum Atheisten und Anhänger der Kulturrevolution gewandelt hatte, wurde zu seinem heftigsten Verfolger. Nach vier Jahren Haft wurde Wang Zhiming 1973 im Sportstadion von Wuding nach einem viertägigen Schauprozess vor mehr als 10.000 Leuten zum Tode verurteilt und im Anschluss daran vor aller Augen erschossen. Es kam im Anschluss daran zu Tumulten, vor allem die Frauen beschimpften den anwesenden Älteren Long, das ganze Stadion geriet in Aufruhr. Damit war auch mit der traditionellen Politik der kommunistischen Zentralregierung, den Minderheiten aus Staatsräson bestimmte Sonderrechte (z. B. Ausnahmen von der Ein-Kind-Politik u. a. m.) zuzugestehen, gebrochen; da die Miao ebenso wie andere „Bergvölker“ länderübergreifend siedeln, geriet die ohnehin instabile Loyalität dieser Bevölkerungsgruppe zu China in Gefahr, v. a. in der Schlussphase des Vietnamkriegs.

## Rehabilitation, Nachwirkung
Wangs Familie wurde nach der Kulturrevolution im Jahr 1980 eine Entschädigung ausgezahlt, er selbst wurde rehabilitiert. Mitte der 1990er Jahre brachten die Behörden in Changchong sogar eine ehrende Erinnerungstafel an. Während es bei Wangs Tod im Bezirk Wuding nur 2.795 Christen gab, waren es 1980 bereits 12.000 und 2011 – trotz gelegentlicher antichristlicher Übergriffe – 60.000. Zwei der Söhne Wangs, Wang Zisheng und Wang Zhonglin, wurden nach dem Tod ihres Vaters ebenfalls Pfarrer.
Der Miao Wang fand 1998 als Repräsentant Asiens auf dem Westportal der Westminster Abbey als einer der zehn Märtyrer des 20. Jahrhunderts Aufnahme.